# Solenostoma hyalinum
Solenostoma hyalinum là một loài Rêu trong họ Jungermanniaceae. Loài này được (Lyell) Mitt. mô tả khoa học đầu tiên năm 1870.